# Inna Lasovskaya
Inna Lasovskaya (Rusia, 17 de diciembre de 1969) es una atleta rusa retirada, especializada en la prueba de triple salto en la que llegó a ser subcampeona olímpica en 1996.

## Carrera deportiva
En los JJ. OO. de Atlanta 1996 ganó la medalla de plata en el triple salto, con un salto de 14.98 m, tras la ucraniana Inessa Kravets que con 15.33 metros batió el récord olímpico, y por delante de la checa Šárka Kašpárková (bronce con 14.98 m).